# 2 Ton Predator
2 Ton Predator ist eine Groove-Metal-Band aus dem schwedischen Örebro.

## Geschichte
Die Band wurde 1993 unter dem Namen Wedge von Tobias „Tobbe“ Anger (E-Bass), Mogge Lundin (Gesang), Petter Samuel „Mazza“ Freed (E-Gitarre) und Mattias „Matte“ Borg (Schlagzeug) gegründet. Ihr erstes Demo nahm die Band im Jahre 1993 im schwedischen Gorysound Studio auf. Produziert wurde es von Dan Swanö (Edge of Sanity). Jedoch erreichte es nicht die von der Band erwartete Aufmerksamkeit der Labels, also setzte man die Aufnahmen fort und sandte weitere Demos an verschiedene Labels.
Durch einen achtmonatigen Gefängnisaufenthalt von Sänger Lundin im Jahre 1996 wurde zudem die weitere Karriere der Band erschwert. Genau zu dieser Zeit kam es zu einem Vertrag mit dem Label TCB. Die Band-Mitglieder setzten die Aufnahmen fort und schickten die Tonbänder zu Lundin, um ihn auf dem Laufenden zu halten. Nachdem Lundin wieder aus dem Gefängnis entlassen worden war, wollte man das erste Album aufnehmen. Jedoch kam es zu Unstimmigkeiten mit dem Label, sodass man sich von diesem trennte. Danach benannte sich die Band in 2 Ton Predator um, um damit einen Neubeginn zu starten. Der Name geht auf die Faszination der Band für große Raubtiere (engl. Predator) zurück, insbesondere den Weißen Hai.
1998 nahm man erneut ein Demo auf und erreichte letztlich einen Vertrag mit Diehard Records. Das erste Album In the Shallow Waters wurde in den Soundlab Studios in Schweden unter der Leitung des Dänen Tue Madsen (Grope) aufgenommen.
Im Jahre 2001 wurde der Sampler Checkpoint #3 des Labels Diehard, veröffentlicht. Darauf waren 2 Ton Predator mit Bands wie Daemon, Illdisposed, Necrosphere und Aurora Borealis zu hören. Im selben Jahr wurde zudem das zweite Album Boogie veröffentlicht. Das dritte Album Daemon Dealer erschien 2003. Checkpoint #4 erschien in demselben Jahr. Auf dem Sampler waren Bands wie Koldborn, Gurd, Aurora Borealis und Thorium zu hören. Im Jahre 2005 erschien ein Album ohne Namen. Es wurde ohne die Unterstützung eines Labels herausgebracht.
Seit 2015 gibt es kein Lebenszeichen der Band mehr.

## Stil
Die Musik von 2 Ton Predator wird als eine Mischung aus Pantera und Alice in Chains bezeichnet. Auch wird ihre Musik mit Bands wie Entombed, aber auch Kyuss oder Crowbar verglichen. Charakteristisch für den Klang der Band ist ihr langsamer, schleppender Sound.

## Diskografie
- 1998: In the Shallow Waters (LP, Diehard Records)
- 2001: Checkpoint #3 (Sampler, Diehard Records)
- 2001: Boogie (LP, Diehard Records)
- 2003: Demon Dealer (LP, Diehard Records)
- 2003: Checkpoint #4 (Sampler, Diehard Records)
- 2005: Untitled (LP)